# Carmen (Agusan do Norte)
Carmen é um município de  quarta classe de renda municipal (d) na província Agusan do Norte, nas Filipinas. De acordo com o censo de 1 de maio  de  2020 possui uma população de 23 172 pessoas e 5 874 domicílios.